# نسیمه بن حموده
نسیمه بن حموده (انگلیسی: Nassima Ben Hamouda؛ زادهٔ ۲۰ اکتبر ۱۹۷۳) بازیکن والیبال زن اهل الجزایر است.